# Canton de Callas
Le canton de Callas était une division administrative française située dans le département du Var et la région Provence-Alpes-Côte d'Azur.

## Géographie
Ce canton était organisé autour de Callas dans l'arrondissement de Draguignan. Son altitude varie de 60 m (Callas) à 1 089 m (Bargemon) pour une altitude moyenne de 428 m.

## Représentation

### Conseillers généraux de 1833 à 2015
| Période | Période      | Identité                                                   | Étiquette                       | Qualité |
| ------- | ------------ | ---------------------------------------------------------- | ------------------------------- | --- |
| 1833    | 1846 (décès) | Christophe Reverdit (1790-1846)                            |                                 | Chirurgien dans les armées Docteur en médecine Maire de Bargemon                                                            |
| 1846    | 1848         | Jean Paul Alban Vicomte de Villeneuve-Bargemon (1784-1850) | Opposition légitimiste          | Auditeur au Conseil d'État Préfet Propriétaire à Bargemon Député du Var (1830-1831) Député du Nord (1840-1848)              |
| 1848    | 1852         | Pierre Frédéric Alban Guigues (1810-1890)                  | Républicain                     | Propriétaire - Maire de Callas                                                                                              |
| 1852    | 1870         | Raymond Marie Joseph Marquis de Villeneuve-Bargemon        |                                 | Propriétaire - Maire de Bargemon (1855-1860) Maire du 7e arrondissement de Paris (1860-1870)                                |
| 1870    | 1871         | Pierre Frédéric Alban Guigues                              | Républicain                     | Propriétaire - Maire de Callas                                                                                              |
| 1871    | 1874         | Clément Laurier (1832-1878)                                | Extrême gauche                  | Avocat Député du Var (1871-1876)                                                                                            |
| 1874    | 1880         | François Salomon (1838-?)                                  | Républicain                     | Propriétaire-cultivateur Maire de Figanières                                                                                |
| 1880    | 1886         | Adrien Fortuné Boyer (1849-1896)                           | Républicain                     | Docteur en médecine à Draguignan                                                                                            |
| 1886    | 1892         | Emile Tellenne (1860-1894)                                 | Républicain Socialiste          | Journaliste et publiciste à Marseille et à Aix                                                                              |
| 1892    | 1904         | François Maurice Inguimbert (1836-?)                       | Rad.                            | Négociant Adjoint au Maire de Draguignan                                                                                    |
| 1904    | 1940         | Gustave Fourment                                           | Républicain puis SFIO puis PSdF | Professeur Maire de Draguignan (1910-1919) Député (1912-1919) Sénateur (1920-1940) Président du Conseil Général (1922-1940) |
| 1943    | 1945         | Clément Mistral                                            |                                 | Secrétaire du syndicat d'initiative Membre de la délégation spéciale de Bargemon Nommé conseiller départemental en 1943     |
| 1945    | 1949         | Camille Aubin                                              | PCF                             | Cordonnier Maire de Bargemon (1945-1953)                                                                                    |
| 1949    | 1955         | André Delpui                                               | SFIO                            | Instituteur Maire de Bargemon (1953-1989)                                                                                   |
| 1955    | 1961         | Jacques Courchet                                           | DVD                             | Médecin à Callas |
| 1961    | 1992         | André Delpui (1912-2005)                                   | SFIO puis PS                    | Maire de Bargemon jusqu'en 1989                                                                                             |
| 1992    | 2015         | Pierre-Yves Collombat                                      | PS                              | Professeur agrégé de philosophie Sénateur du Var (2004-2020) Adjoint au maire (et ancien maire) de Figanières               |

### Conseillers d'arrondissement (de 1833 à 1940)
| Période                                  | Période      | Identité                                       | Étiquette      | Qualité |
| ---------------------------------------- | ------------ | ---------------------------------------------- | -------------- | --- |
| 1833                                     | 1842         | Joseph-Pons-César-Augustin Roubiès (1779-1856) |                | Propriétaire à Figanières, juge de paix                                                                     |
| 1842                                     | 1868 (décès) | Auguste Cat (1798-1868)                        |                | Propriétaire, juge de paix, maire de Callas                                                                 |
| 1869                                     | 1870         | Louis-Marius-Alban Ollivier (1828-1878)        |                | Président du Tribunal civil de Draguignan                                                                   |
| 1870                                     | 1871         | Jacques-Alix Zède                              |                | Vétérinaire de l'armée en retraite, Moulins                                                                 |
| 1871                                     | 1875 (décès) | François Maurel (1804-1875)                    |                | Rentier, maire de Bargemon                                                                                  |
| 1875                                     | 1886         | Damien Vanon                                   | Républicain    | Maître-maçon, propriétaire, maire de Callas                                                                 |
| 1886                                     | 1895         | Jean-Baptiste Gébelin                          | Socialiste     | Cordonnier, fabricant de chaussures, maire de Bargemon                                                      |
| 1895                                     | 1907         | Jean-François Félix                            |                | Propriétaire, maire de Callas                                                                               |
| 1907                                     | 1912 (décès) | Étienne Baron (1840-1912)                      | SFIO           | Cordonnier, maire de Bargemon                                                                               |
| 1913                                     | 1925         | Louis Cavalier                                 | SFIO           | Propriétaire à Claviers, maire de Figanières                                                                |
| 1925                                     | 1938 (décès) | Honoré Raynaud (1874-1938)                     | SFIO puis PSdF | Ouvrier cordonnier, conseiller municipal de Bargemon                                                        |
| Août 1938                                | 1940         | Alfred Laugier                                 | USR            | Maire de Bargemon                                                                                           |
| 1940                                     |              |                                                |                | Les conseils d'arrondissement ont été suspendus par la loi du 12 octobre 1940 et n'ont jamais été réactivés |
| Les données manquantes sont à compléter. |              |                                                |                | |

## Composition
Le canton de Callas groupait 6 communes et comptait 8 251 habitants (recensement de 2010 sans doubles comptes).
| Nom                | Code Insee | Intercommunalité                          | Superficie (km2) | Population (dernière pop. légale) | Densité (hab./km2) |
| ------------------ | ---------- | ----------------------------------------- | ---------------- | --------------------------------- | ------------------ |
| Callas (chef-lieu) | 83028      | CA Dracénie Provence Verdon agglomération | 49,26            | 1 820 (2014)                      | 37                 |
| Bargemon           | 83011      | CA Dracénie Provence Verdon agglomération | 35,14            | 1 484 (2014)                      | 42                 |
| Châteaudouble      | 83038      | CA Dracénie Provence Verdon agglomération | 40,91            | 462 (2014)                        | 11                 |
| Claviers           | 83041      | CA Dracénie Provence Verdon agglomération | 15,90            | 690 (2014)                        | 43                 |
| Figanières         | 83056      | CA Dracénie Provence Verdon agglomération | 28,17            | 2 608 (2014)                      | 93                 |
| Montferrat         | 83082      | CA Dracénie Provence Verdon agglomération | 34,01            | 1 490 (2014)                      | 44                 |

## Démographie
| 1962  | 1968  | 1975  | 1982  | 1990  | 1999  | 2006  | 2009 |
| ----- | ----- | ----- | ----- | ----- | ----- | ----- | ---- |
| 2 412 | 2 943 | 3 510 | 4 399 | 5 527 | 6 411 | 7 919 | -    |